# مهرجان غرامادو السينمائي
مهرجان غرامادو السينمائي (بالبرتغالية: Festival de Gramado) هو مهرجان دولي للأفلام يقام سنويًا في مدينة جرامودا البرازيلية، ريو غراندي دو سول، في شهر أغسطس، في مدينة جرامادو منذ عام 1973. في عام 1992 ، بدأ المهرجان في منح جوائز لأفلام أمريكا اللاتينية المنتجة خارج البرازيل. إنه أكبر مهرجان سينمائي في البلاد. يمنح المهرجان جوائز في 24 فئة (13 للأفلام البرازيلية، وثمانية للأفلام العالمية، وثلاث جوائز خاصة). جوائزها، المسماة «كيكيتوس» ، هي تماثيل صغيرة بحجم 13 بوصة من صنع الحرفي إليزابيث روزنفيلد.

## التاريخ
تم تشكيل مهرجان غرامادو السينمائي من قبل المعهد الوطني للسينما في يناير 1973 ، وقد تم إطلاقه في الأصل في مهرجان عيد الكوبية، حيث تم الترويج لمعارض الأفلام بين عامي 1969 و 1971. جهود الفنية المجتمع والصحافة والسياح والسكان المحليين جعلوا المبادرة حدثًا ناجحًا. بحلول الثمانينيات، كان بالفعل أهم مهرجان سينمائي في البرازيل.
يسلم المهرجان أربع مجموعات من الجوائز:
- أفلام روائية برازيلية
  - أفضل صورة
  - أفضل مخرج
  - أفضل ممثل
  - أفضل ممثلة
  - أفضل ممثل مساعد
  - أفضل ممثلة مساعدة
  - أفضل سيناريو
  - أفضل مونتاج فيلم
  - أفضل تصوير
  - أفضل موسيقى أصلية
  - أفضل إخراج فني
  - جائزة لجنة التحكيم الخاصة
  - جائزة لجنة التحكيم الشعبية

- أفلام روائية أجنبية
  - أفضل صورة
  - أفضل مخرج
  - أفضل ممثل
  - أفضل ممثلة
  - أفضل سيناريو
  - جائزة لجنة التحكيم الخاصة
  - جائزة النقاد
  - جائزة لجنة التحكيم الشعبية

- أفلام قصيرة
- عرض سينما جاوتشو

## روابط خارجية
- دليل جرامادو السياحي
- Complete coverage of the Gramado Film Festival
- Gramado City Guide